# 小克列齊卡
50°46′15″N 27°2′1″E / 50.77083°N 27.03361°E
小克列齊卡（烏克蘭語：Мала Клецька），是烏克蘭西北部的村莊，隸屬里夫內州的里夫內區。該村始建於1629年，面積0.24平方公里，2001年人口1,629，人口密度每平方公里275人。